# Una cabaña en la Pampa
Una cabaña en la Pampa es una película filmada en colores de Argentina dirigida por Ángel Cárdenas según su propio guion que se estrenó el 14 de octubre de 1970 y que tuvo como protagonistas a Ubaldo Martínez, Ángel Cárdenas, Cristina Lemercier y Ricardo Castro Ríos.

## Sinopsis
El empeño de un médico rural en descubrir el virus portador del mal de los rastrojos.

## Reparto
- Ubaldo Martínez
- Ángel Cárdenas
- Rosita
- Cristina Lemercier
- Ricardo Castro Ríos
- Linda Peretz
- Fredy Taddeo
- Ángel Linares
- Raúl del Valle
- Guillermo Mori

## Comentarios
El Sol escribió:

”Un filme discreto…pudo ser una brillante producción, pero se quedó sólo en el intento.”

La Nación opinó:

”El director…revela una indisimulable inexperiencia en la conducción de actores…convierte el film en un producto harto rudimentario.”

La revista Gente dijo:

”Para los amantes del buen cine es una cabaña en el infierno. Huya de ella.”